# Matthew Amoah
Matthew Amoah (24 de outubro de 1980 em Tema, Greater Accra) é um futebolista ganês que atua no NAC Breda, dos Países Baixos.

## Carreira
Amoah fez parte do elenco da Seleção Ganesa de Futebol na Campeonato Africano das Nações de 2010.

## Títulos
Gana
- Campeonato Africano das Nações: 2010 2º Lugar.